# Tseng Lung-Hui
Tseng Lung-Hui (10 de abril de 1959) es un deportista taiwanés que compitió en tiro con arco adaptado. Ganó dos medallas en los Juegos Paralímpicos de Verano, bronce en Pekín 2008 y bronce en Londres 2012.

## Palmarés internacional
| Representando a China Taipéi |                       |                   |                          |
| Juegos Paralímpicos          |                       |                   |                          |
| Año                          | Lugar                 | Medalla           | Prueba                   |
| 2008                         | Pekín (China)         | Medalla de bronce | Recurvo individual W1/W2 |
| 2012                         | Londres (Reino Unido) | Medalla de bronce | Recurvo individual W1/W2 |